# Short Brothers
Short Brothers, ofta namngiven under det kortare Short, var en brittisk flygplanstillverkare. Företaget grundades 1908. De tillverkade främst propellerdrivna flygplan som Short Sunderland, Short 330 och Short Belfast. Företaget köptes 1989 upp av Bombardier.